# Поток работ
Поток работ (англ. workflow) — графическое представление потока задач[уточнить] в процессе и связанных с ним подпроцессах, включая специфические работы, информационные зависимости и последовательность решений и работ.
Для изображения потока работ используют блок-схему, дракон-схему или граф, который состоит из операций (работ), символов логики, стрелок. Разветвления блок-схемы имеют логические символы «и», «или». Стрелки используют для отображения последовательности выполнения операций или потока объектов (документы, ресурсы). Кроме того, модель потока работ может отображать исполнителей, используемое оборудование, программные средства и тому подобное.
Поток работ в информационном смысле — способ поступления информации к различным объектам, участвующим в процессе. В частности, способ поступления документов к работникам.

## Применение
Формализованное описание различных процессов в экономике, финансовом деле и т.п. Workflow — распространённый метод описания бизнес-процессов. Менеджмент потока работ (англ. Workflow Management) является перспективным инструментом реинжиниринга.

### Интернет
- Workflow patterns
- Pattern-based analysis of workflows (недоступная ссылка)